# Misszhouia
Misszhouia (лат.) — вымерших род морских трилобитоподобных членистоногих семейства Naraoiidae, обитавший в ранний кембрийский период на территории современных Китая и Канады. Виды M. longicaudata из Маотяньшаньские сланцы, описанные в 1985 году, и M. canadensis из сланцев Бёрджес, описанные в 2018 году, хотя более поздние виды могут принадлежать к роду Naraoia. Беспозвоночные от малого до среднего размера (до 6 сантиметров в длину).

## Этимология
Misszhouia была названа в честь Zhou Guiqin в знак уважения к её мастерству в препарации окаменелостей из Chengjiang.

## Описание

Размеры двух видов Misszhouia

Тело Misszhouia longicaudata почти плоское. Дорсальная сторона тела состоит из некальцинированного головного щита (цефалона) и хвостового щита (пигидия) без сегментов тела между ними. Тело сужается в месте соединения цефалона и пигидия. Длинные многочлениковые усики направлены вперёд. Глаз нет. Кишечник имеет относительно небольшой диаметр, и только в головогруди есть четыре пары относительно небольших пищеварительных мешочков (дивертикул), которые не разветвляются к краю головогруди (в отличие от Naraoia). 25 пар конечностей с двумя ответвлениями на общем основании, как у Naraoia и трилобитов. Внешняя ветвь (или экзопод) имеет множество параллельных длинных тонких уплощённых боковых ветвей (щетинок), которые, вероятно, выполняли функцию жабр с большой площадью поверхности. Экзопод прикреплён по всей длине сегмента основания (кокса) и, по крайней мере, проксимальной части первого сегмента внутренней ветви (эндопод). Стержень экзопода плавно сужается к концу. Эндопод состоит из семи подомеров, включая конечный коготок.

### Отличия отNaraoia
Род-близнец Naraoia отличается от Misszhouia longicaudata следующими характеристиками:
- Большая разветвлённая передняя пара пищеварительных дивертикулов, почти достигающих краёв головогруди.
- Округлое тело.
- Отклоненные в стороны антенны[4].

## Распространение
Misszhouia longicaudata была обнаружена в нижнем кембрии (поздний атдабанский ярус) в Китае (участок Yu'anshan формации Heilinpu), а также в формации Niutitang. Misszhouia canadensis известна из среднекембрийских сланцев Бёрджес в Канаде.

## Экология

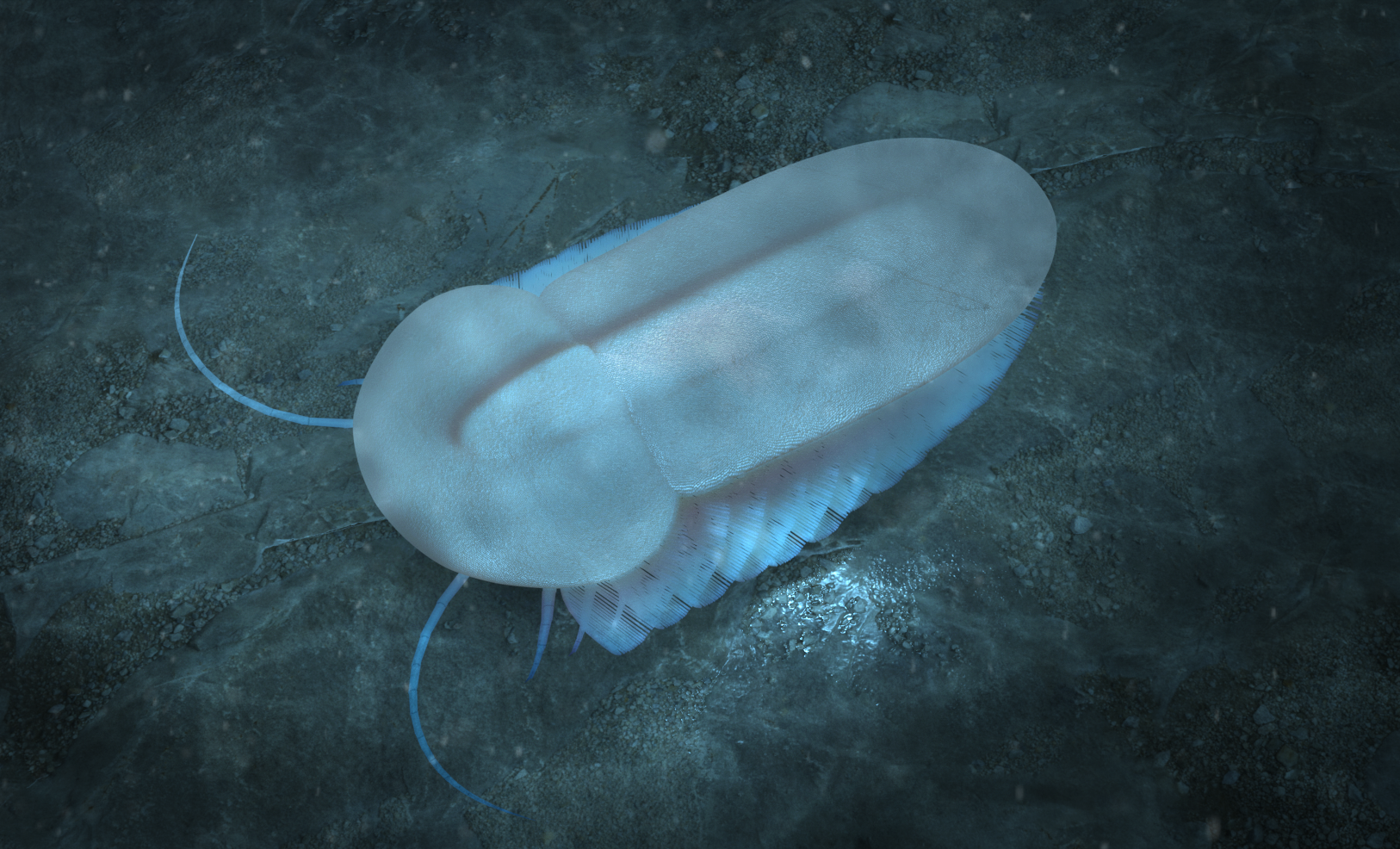
Реконструкция M. longicaudata

Все Naraoiidae обитали на морском дне. Misszhouia, вероятно, была хищником или падальщиком. Об этом можно судить по крепким и колючим базальным сегментам ног, которые напоминают гнатобазы трилобитов. Вероятно, они использовались для измельчения пищи. Такое плотоядное поведение подтверждается относительно небольшой пищеварительной системой, что указывает на высокую питательную ценность пищи.

## Таксономия
Misszhouia longicaudata ранее считалась представителем рода Naraoia, первоначально известного как Naraoia longicaudata, пока не была выделена в отдельный род в 1997 году. Кладистический анализ, проведённый в 2021 году, показал, что Misszhouia представляет собой монофилетическую подгруппу в составе Naraoia в традиционно широком понимании.